# LPGA Tour 1955
Navigation
Édition précédente Édition suivante
Le LPGA Tour 1955 est la sixième édition du Ladies Professional Golf Association Tour (LPGA), circuit professionnel féminin de golf, qui se déroule du 6 janvier 1955 au 9 octobre 1955 exclusivement aux États-Unis. Cette sixième édition de ce circuit permet de proposer un certain nombre de tournois professionnels destinés aux femmes en dehors des compétitions amateurs. La volonté de la professionnalisation des golfeuses leur permet désormais de gagner de l'argent en jouant au golf.
Cette saison comporte vingt-sept tournois, soit six de plus qu'en 1954, auxquels sont insérées des dotations financières en fonction du résultat de la golfeuse. Quatre de ces tournois sont considérés comme « tournoi majeur » - le Championnat Titleholders, le Western Open, l'Open américain et le Championnat LPGA nouvellement créé - et sont considérés comme les plus prestigieux et difficiles à remporter.
Patty Berg remporte pour la seconde fois le classement des gains avec 16 492 $ après sa victoire de l'édition 1954, en remportant six victoires dont deux tournois majeurs : le Championnat Titleholders et le Western Open. Les deux autres tournois majeurs,  l'Open américain et le Championnat LPGA, sont respectivement remportés par l'Uruguayenne Fay Crocker et l'Américaine Beverly Hanson. F. Crocker, à l'occasion de l'Open de Serbin, est la première non-américaine à s'imposer dans un tournoi sur le circuit LPGA depuis sa création en 1950. Enfin, le « Trophée Vare », créé en 1953, récompensant la golfeuse ayant la moyenne de score la plus basse de la saison est également remporté par Patty Berg.

## Histoire
Pour l'organisation de cette sixième édition, tous les tournois se disputent aux États-Unis par des golfeuses principalement américaines professionnelles et amateures. Le calendrier établi fait débuter la saison en Californie pour la première fois après quatre éditions débutées en Floride et une en Géorgie. L'Open de Los Angeles ouvre la saison avec la victoire de Louise Suggs. Au cours de cette saison, tous les tournois ont été remportés par des golfeuses professionnelles. Pour la première fois, une non-américaine remporte un tournoi du LPGA avec la victoire de l’Uruguayenne Fay Crocker à l'Open de Serbin en février 1955 suivie de deux autres victoires à l'Open de Wolverine et du tournoi majeur l'Open américain.
Avec six tournois remportés dont les deux tournois majeurs le Championnat Titleholders et le Western Open, l'Américaine Patty Berg termine première au tableau des gains avec 16 492 $ pour la seconde fois après l'édition 1954. Les deux autres tournois majeurs,  l'Open américain et le Championnat LPGA, sont respectivement remportés par l'Uruguayenne Fay Crocker et l'Américaine Beverly Hanson.

## Participantes à la saison LPGA 1955
Les participantes ont deux statuts. Certaines sont devenues professionnelles, et pour certaines avant la création de ce circuit, mais de nombreuses amateures prennent également part aux tournois sans toutefois pouvoir recevoir le montant des gains en raison de leur statut.
| Participantes    | Participantes    | Participantes    | Participantes    | Participantes    |
| Professionnelles | Professionnelles | Professionnelles | Professionnelles | Professionnelles |
| ---------------- | ---------------- | ---------------- | ---------------- | ---------------- |
| Gloria Armstrong | Alice Bauer      | Marlene Bauer    | Patty Berg       | Betty Bush       |
| Yvonne Colby     | Betty Dodd       | Mary Lena Faulk  | Fay Crocker      | Gloria Fecht     |
| Beverly Hanson   | Betty Hicks      | Betty Jameson    | Peggy Kirk Bell  | Jackie Pung      |
| Bonnie Randolph  | Betsy Rawls      | Marilynn Smith   | Louise Suggs     | Mickey Wright    |
| Babe Zaharias    | Joyce Ziske      |                  |                  |                  |
| Amateures        |                  |                  |                  |                  |
| Carol Bowman     | Marjorie Burns   | Diane Garrett    | Pat Lesser       | Mae Murray Jones |
| Pat O'Sullivan   | Polly Riley      | Jackie Yates     |                  |                  |

## Calendrier de la saison 1955
L'édition 1955 se déroule du 6 janvier 1955 au 9 octobre 1955. La tableau suivant présente tous les tournois programmés pour la saison 1955. Les chiffres entre parenthèses correspondent au nombre de victoires remportées au moment de la victoire de la golfeuse audit tournoi remporté. Il est à noter que tous les tournois considérés comme tournois majeurs sont reconnus comme victoires officielles au palmarès du LPGA et ajoutés au palmarès des golfeuses, même avant sa création en 1950. Les tournois majeurs sont indiqués en gras.
| Date       | Tournoi                                 | Catégorie      | Dotation (US$) | Vainqueur individuelle |
| ---------- | --------------------------------------- | -------------- | -------------- | ---------------------- |
| 08/01/1955 | Open de Los Angeles, Californie         |                | 5 000 $        | Louise Suggs (30)      |
| 16/01/1955 | Open de Sea Island, Géorgie             |                | 3 500 $        | Jackie Pung (3)        |
| 23/01/1955 | Open de Tampa, Floride                  |                | 5 000 $        | Babe Zaharias (40)     |
| 13/02/1955 | Open de St. Petersburg, Floride         |                | 3 500 $        | Patty Berg (35)        |
| 20/02/1955 | Open de Serbin, Floride                 |                | 5 000 $        | Fay Crocker (1)        |
| 27/02/1955 | Open de Sarasota, Floride               |                | 5 000 $        | Betty Jameson (10)     |
| 06/03/1955 | Open de Jacksonville, Floride           |                | 5 000 $        | Jackie Pung (4)        |
| 13/03/1955 | Championnat Titleholders, Géorgie       | Tournoi majeur | 5 000 $        | Patty Berg (36)        |
| 03/04/1955 | Open de Oklahoma City, Oklahoma         |                | 5 000 $        | Louise Suggs (31)      |
| 17/04/1955 | Open de Babe Zaharias, Texas            |                | 5 000 $        | Betty Jameson (11)     |
| 23/04/1955 | Open de Carrollton, Géorgie             |                | 5 000 $        | Betsy Rawls (18)       |
| 23/04/1955 | Open de Peach Blossom, Caroline du Sud  |                | 5 000 $        | Babe Zaharias (41)     |
| 28/05/1955 | Open de Wolverine, Michigan             |                | 5 000 $        | Fay Crocker (2)        |
| 05/06/1955 | Eastern Open, Pennsylvanie              |                | 5 000 $        | Louise Suggs (32)      |
| 16/06/1955 | Triangle Round Robin, New York          |                | 5 000 $        | Louise Suggs (33)      |
| 26/06/1955 | Western Open, Géorgie                   | Tournoi majeur | 5 000 $        | Patty Berg (37)        |
| 02/07/1955 | Open américain, New York                | Tournoi majeur | 7 500 $        | Fay Crocker (3)        |
| 17/07/1955 | Championnat LPGA, Indiana               | Tournoi majeur | 6 000 $        | Beverly Hanson (6)     |
| 31/07/1955 | Open de Battle Creek, Michigan          |                | 5 000 $        | Beverly Hanson (7)     |
| 07/08/1955 | All American Open, Illinois             |                | 5 000 $        | Patty Berg (38)        |
| 14/08/1955 | World Championship, Illinois            |                | 12 000 $       | Patty Berg (39)        |
| 23/08/1955 | Open de White Mountain, New Hampshire   |                | 4 000 $        | Betty Jameson (12)     |
| 28/08/1955 | Open de Heart of America, New Hampshire |                | 4 500 $        | Marilynn Smith (2)     |
| 12/09/1955 | Open de St. Louis, Missouri             |                | 4 300 $        | Louise Suggs (34)      |
| 18/09/1955 | Open de Mile High, Colorado             |                | 5 000 $        | Marilynn Smith (3)     |
| 25/09/1955 | Open de Clock, Californie               |                | 4 500 $        | Patty Berg (40)        |
| 09/10/1955 | Open Richmond, Californie               |                | 5 000 $        | Betty Jameson (13)     |

## Classements saison 1955

### Tableau des gains («Money list»)
Le tableau ci-dessous est le classement des golfeuses par gains obtenus sur cette saison 1955. Le classement par gains est remporté par Patty Berg avec 16 492 $ remportés.
| Cla. | Golfeuses  | Gains    | Victoires |
| ---- | ---------- | -------- | --------- |
| 1    | Patty Berg | 16 492 $ | 6         |

### Trophée Vare («Vare Trophy»)
Le tableau ci-dessous est le classement des golfeuses par scores les plus bas sur cette saison 1955.
| Cla. | Golfeuses  | Moyenne |
| ---- | ---------- | ------- |
| 1    | Patty Berg |         |